# Härkösaari (ö i Mellersta Finland)
Härkösaari är en ö i Finland. Den ligger i sjön Liesjärvi och i kommunen Keuru i den ekonomiska regionen  Keuru ekonomiska region  och landskapet Mellersta Finland, i den centrala delen av landet, 260 km norr om huvudstaden Helsingfors. Öns area är 0,1 hektar och dess största längd är 70 meter i sydväst-nordöstlig riktning.